# Zaroślak czarnooki
Zaroślak czarnooki (Atlapetes forbesi) – endemiczny gatunek małego ptaka z rodziny pasówek (Passerellidae). Znany jest tylko z jednego obszaru w południowym Peru. Uznawany za gatunek najmniejszej troski.

## Systematyka
Takson ten po raz pierwszy zgodnie z zasadami nazewnictwa binominalnego opisał Alastair Morrison pod nazwą Atlapetes rufigenis forbesi, uznając go za podgatunek zaroślaka rdzawouchego (A. rufigenis). Opis ukazał się w 1947 roku w Bulletin of the British Ornithologists’ Club. Autor jako miejsce typowe wskazał Pomayaco w dolinie rzeki Pampas, w regionie Apurímac w Peru. Badania genetyczne wykazały, że stanowi on osobny gatunek. IOC nie wyróżnia podgatunków. Zaroślak czarnooki wraz z zaroślakiem inkaskim i zaroślakiem rdzawouchym tworzą nadgatunek.

### Etymologia
- Atlapetes: połączenie słowa Atlas z gr. πετης petēs – „lotnik” (gr. πετομαι petomai – „latać”)[11].
- forbesi: od nazwiska Sir Victora Courtenaya Waltera Forbesa (1889–1958) – brytyjskiego dyplomaty w Meksyku, Hiszpanii i Peru[12].

## Morfologia
Zaroślak czarnooki jest bardzo podobny do zaroślaka inkaskiego. Nieduży ptak ze stosunkowo krótkim, grubym u nasady dziobem w kolorze czarnym. Szczęka i żuchwa są lekko zakrzywione. Tęczówki brązowe. Nogi ciemnoszare. Pióra okolic oczu czarne. Górna część głowy i potylica, kark i boki głowy rdzawe. Gardło i podgardle białawe. Od dzioba odchodzą w dół szyi wyraźne czarne wąsy. Nad nimi białawe paski policzkowe. Górne pokrywy skrzydeł szare. Lotki czarniawe z jaśniejszymi stalowoszarymi obrysami. Ogon długi, niestopniowany, wszystkie sterówki w kolorze szarym. Brzuch i dolna część ciała jasnoszare. Obie płcie wyglądają tak samo. Długość ciała z ogonem 18 cm.

## Zasięg występowania
Zaroślak czarnooki jest spotykany tylko na jednym niewielkim obszarze w Andach, w środkowo-południowej części Peru. W dolinie rzeki Pampas, dopływu Apurímac, na północy regionu Apurímac i na przyległym obszarze regionu Cuzco. Występuje na wysokości 2500–3500 m n.p.m., sporadycznie do 4000 m n.p.m. (inne źródła podają, że do 4600 m n.p.m.).

## Ekologia
Zaroślak czarnooki jest gatunkiem endemicznym. Jego głównym habitatem są zarośla górskie i lasy Polylepis w wysokich Andach. Brak jest szczegółowych informacji o jego diecie. Wiadomo, że pokarm podejmuje z ziemi lub nisko nad nią.

### Rozmnażanie
Brak szczegółowych informacji o rozmnażaniu, gniazdach i jajach. Wiadomo tylko, że okres lęgowy to marzec, a podloty widziano w maju.

## Status
Od 2000 roku zaroślak czarnooki wpisany jest do Czerwonej księgi gatunków zagrożonych IUCN. Został uznany za gatunek najmniejszej troski. Zasięg występowania zaroślaka czarnookiego według szacunków organizacji BirdLife International obejmuje tylko około 21 tys. km². Liczebność populacji nie jest oszacowana, ale gatunek jest uznawany za pospolity przynajmniej w części zasięgu. BirdLife International uznaje trend liczebności populacji za spadkowy, głównie z powodu zmniejszania się ich naturalnego habitatu.